# Grand Prix Jef Scherens 2011
La 45e édition du Grand Prix Jef Scherens a eu lieu le 4 septembre 2011. Elle a été remportée par le Français Jérôme Pineau.

## Classement final
Jérôme Pineau remporte la course en parcourant les 183,3 km en 4 h 21 min 0 s à la vitesse moyenne de 42,069 km/h ; 169 coureurs ont pris le départ.
| Classement final | Classement final         | Classement final | Classement final             | Classement final  |
|                  | Coureur                  | Pays             | Équipe                       | Temps             |
| ---------------- | ------------------------ | ---------------- | ---------------------------- | ----------------- |
| 1er              | Jérôme Pineau            | France           | Quick Step                   | en 4 h 21 min 0 s |
| 2e               | Kenny Dehaes             | Belgique         | Omega Pharma-Lotto           | m.t               |
| 3e               | Guillaume Van Keirsbulck | Belgique         | Quick Step                   | m.t               |
| 4e               | Stefan van Dijk          | Pays-Bas         | Verandas Willems-Accent      | m.t               |
| 5e               | Michael Van Staeyen      | Belgique         | Topsport Vlaanderen-Mercator | m.t               |
| 6e               | Michael Matthews         | Australie        | Rabobank                     | m.t               |
| 7e               | Marcel Sieberg           | Allemagne        | Omega Pharma-Lotto           | m.t               |
| 8e               | Pierpaolo De Negri       | Italie           | Farnese Vini-Neri Sottoli    | m.t               |
| 9e               | Kenneth Vanbilsen        | Belgique         | Donckers Koffie-Jelly Belly  | m.t               |
| 10e              | Fabien Schmidt           | France           | FDJ                          | m.t               |
| modifier         |                          |                  |                              |                   |